# Toxigenicidad
La toxigenicidad es una propiedad de ciertos microbios, como bacterias y hongos, que se refiere a la capacidad que tienen de producir sustancias tóxicas (toxinas) que infectan y dañan los tejidos, pudiendo, en ocasiones, ocasionar la muerte del organismo infectado.

## Tipos de toxinas
En las bacterias, se distinguen las toxinas endogénicas y las exogénicas. Las primeras se encuentran en la pared bacteriana y no generan respuesta inmunológica, por lo cual siempre producen efectos cuando la bacteria invade el organismo. Estas toxinas son las responsables de cuadros de choque séptico. La toxinas exogénicas son secretadas por las bacterias y se pueden extender a diversos órganos y tejidos por el torrente sanguíneo; las toxinas de este grupo puede causar necrosis en los procesos gangrenosos, y causan los síntomas típicos de enfermedades como el botulismo, la difteria, el cólera y el tétanos. A diferencia de las toxinas endógenas, las toxinas exógenas son reconocidas por el sistema inmunológico y pueden ser neutralizadas por anticuerpos.
Las toxinas de los hongos (micotoxinas) suelen dañar la salud cuando son ingeridas, bien cuando se consumen hongos tóxicos o bien, cuando las toxinas se encuentran en otros alimentos o productos infectados a su vez por hongos (en cereales, frutos secos, huevos, productos lácteos, etc. Las micotoxinas pueden causar cirrosis, hepatitis, cánceres e inmunodepresión.